# كارل هينزل
كارل هينزل Carl Haensel (ولد في فرانكفورت الواقعة على نهر الماين في 12 نوفمبر 1889، ومات في فينترتور في 25 أبريل 1968) هو كاتب ومسرحي وأديب ألماني.

## حياته
درس هينزل الحقوق والعلوم السياسية في لاوْزانه وبرلين وماربورج، وحصل على درجة الدكتوراه في عام 1912. وكان حين دراسته في ماربورج عضوا نشيطا في «رابطة تويْتونيا» Corps Teutonia الطلابية. وبعد عمله فترة محاميا حكوميا في مدينة فرانكفورت الواقعة على نهر الماين، انتقل إلى برلين واستقر فيها وعمل محاميا مستقلا. ثم انتقل في عام 1946 إلى مدينة فرايبورغ الواقعة في منطقة برايْسجاوْ، وعمل هنام محاميا في المحكمة الإقليمية العليا لولاية بادن بادن، وانضم إلى هيئة الدفاع في قضايا محاكمة مجرمي الحرب في نورنبرج. وعمل من سنة 1950 مستشتارا قانونيا في الإذاعة الجنوبية الغربية لولاية بادن بادن. وفي عام 1952 عين مدرسا في جامعة توبنغن.
وكان كارل هينزل بجانب عمله في مجال المحاماة، كاتبا مسرحيا وروائيا. فقد نشر أول أعماله في سنة 1919, وهي مسرحية ذات قصة قانونية اسمها «الفزع» Das Grauen. أما أكثر أعماله شهرة ونجاحا فهي رواية واقعية بعنوان «الصراع حول ماترهورن» Kampf ums Matterhorn ، وقد كتبها في عام 1928 ونشرت في عام 1986. وتدور الرواية حول قصة أول متسلق جبال ينجح في الوصول إلى قمة جبل ماترهورن، وهو جبل يقع في مقاطعة فاليس Wallis السويسرية، وهو إدوارد ويمبر Edward Whymper في سنة 1865, الذي شكلت مذكراته المادة الأساسية للرواية. وقد ترجمت الرواية إلى عدة لغات وحولت مرتين إلى فيلمين سينمائيين، أحدهما صامت في عام 1928 والآخر ناطق في عام 1937 من إخراج لويس تينكر، وكان عنوانه «نداء الجبل» Der Berg ruft!.
وبجانب رواياته الواقعية فقد كتب هينزل أيضا عدة روايات اجتماعية ومقالات صحفية. وكان يعتبر نفسه منتميا إلى المدرسة الطبيعية في الأدب. وكان هينزل أول رئيس لجمعية جرهارت هاوبتمان التي أسست عام 1952 في ولاية بادن بادن.

## من أعماله

### روايات
- هدية الرجل الجبلي 1954
- شاهدة في السحاب 1964
- القصيدة الفرانكفورتية 1964
- آخر كلاب جنكيز خان 1964
- كلمة السر أوبرنبال 13 ....1966
- الصراع حول ماترهورن 1986
- صاحب البنك وعباقرة الحب 1998

### مقالات
- جوهر المشاعر 1946

### كتب متخصصة
- الجرائم المنظمة 1950
- الأحكام في قضية شارع فيلهلم 1950
- حماية المجهود والعقد الطبيعي 1964
- التلفزيون - عن قرب 1964 (Fensehen - nah gesehen)
- حرية الإذاعة واحتكار التلفزيون 1969

### كتابات من السيرة الذاتية
- عن التيه 1941
- وانعقدت المحكمة 1950
- محاكمة نورنبرج، مذكرات محامي دفاع 1983

### أفلام مأخوذة عن أعماله
- «الصراع حول ماترهورن» 1928 - مأخوذة عن رواية له بنفس الاسم.
- «نداء الجبل» 1938 - مأخوذة عن رواية «الصراع حول ماترهورن» - إخراج لويس تينكر.
- «أوْجوست القوي» - إخراج باول فيجينر.

## روابط خارجية
- كارل هينزل على موقع IMDb (الإنجليزية)
- كارل هينزل على موقع مونزينجر (الألمانية)
- كارل هينزل على موقع قاعدة بيانات الفيلم (الإنجليزية)
- كارل هينزل على موقع كينوبويسك (الروسية)